# Hyloxalus elachyhistus
Hyloxalus elachyhistus es una especie de anfibio anuro de la familia Dendrobatidae.

## Distribución geográfica
Esta especie habita en la cordillera de los Andes:
- en Ecuador entre los 850 y 2760 m sobre el nivel del mar en la provincia de Loja;
- en Perú entre los 1800 y 2000 m de altitud en las regiones de Piura y Cajamarca.[4]

## Descripción
Hyloxalus elachyhistus mide de 18.0 a 25.7 mm.

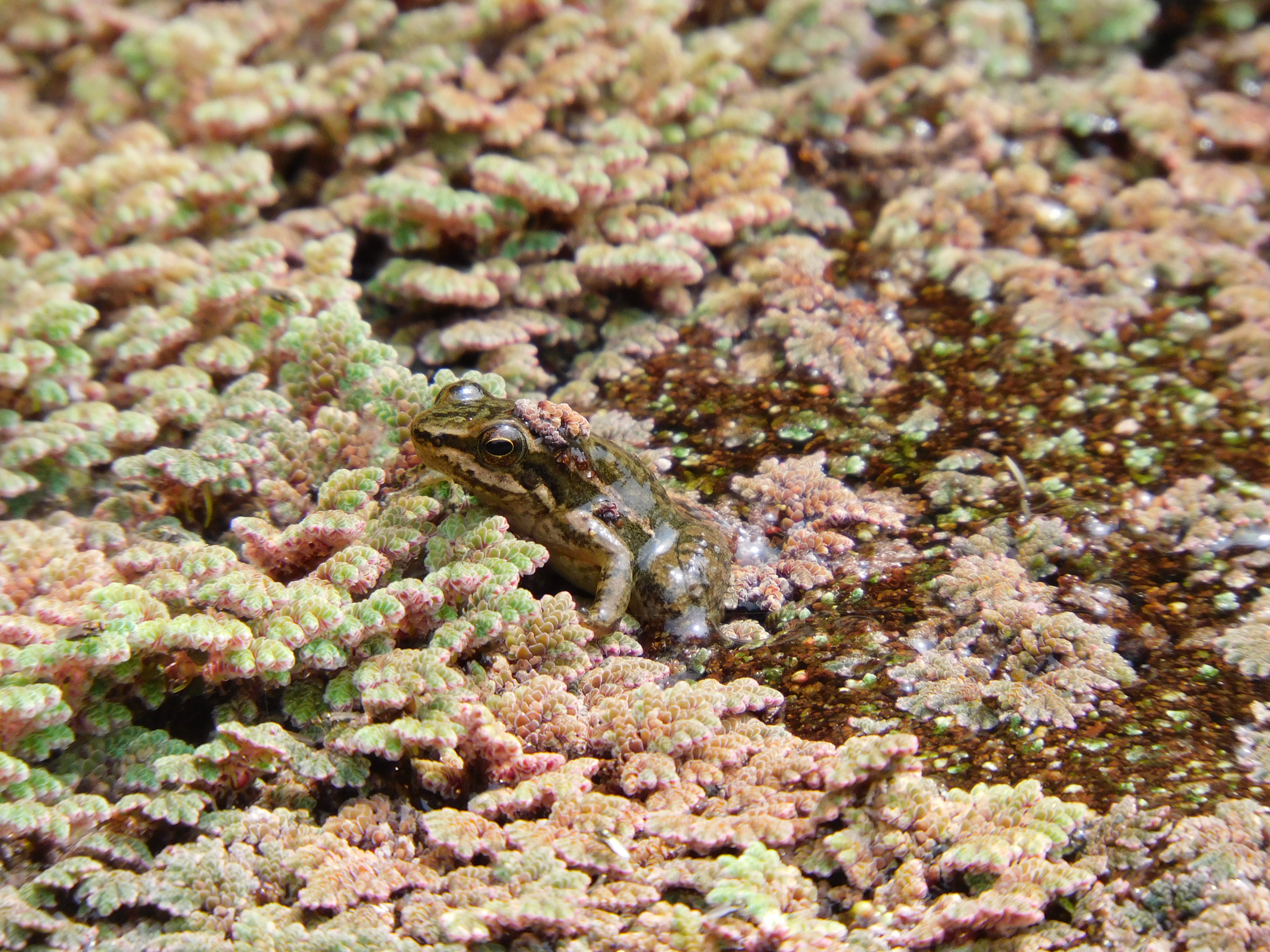
Hyloxalus elachyhistus reposando en un cuerpo de agua en RVS Laquipampa, quebrada de Shambo.

## Etimología
El nombre específico elachyhistus compuesto del griego elachys, pequeño, y de histos, la membrana, con referencia a las membranas rudimentarias presentes en los pies de esta especie.